# Kulgam (stad)
Kulgam is een stad en “notified area” in het Indiase unieterritorium Jammu en Kasjmir. Het is de hoofdplaats van het gelijknamige district Kulgam.

## Demografie
Volgens de Indiase volkstelling van 2001 wonen er 13.523 mensen in Kulgam, waarvan 56% mannelijk en 44% vrouwelijk is. De plaats heeft een alfabetiseringsgraad van 52%.